# Aceroides kobjakovae
Aceroides kobjakovae är en kräftdjursart. Aceroides kobjakovae ingår i släktet Aceroides och familjen Oedicerotidae. Inga underarter finns listade i Catalogue of Life.